# Li Mingcai
Li Mingcai (né le 22 août 1971) est un athlète chinois, spécialiste de la marche athlétique.

## Biographie
Il remporte la médaille d'or du 20 km marche lors des championnats d'Asie 1995, à Djakarta, dans le temps de 1 h 23 min 58 s.

### Palmarès
| Date | Compétition             | Lieu     | Résultat | Épreuve         | Performance     |
| ---- | ----------------------- | -------- | -------- | --------------- | --------------- |
| 1990 | Jeux asiatiques         | Pékin    | 3e       | 20 km marche    | 1 h 25 min 8 s  |
| 1991 | Championnats du monde   | Tokyo    | 8e       | 20 km marche    | 1 h 21 min 15 s |
| 1993 | Jeux de l'Asie de l'Est | Shanghai | 2e       | 20 000 m marche | 1 h 22 min 18 s |
| 1995 | Championnats d'Asie     | Djakarta | 1er      | 20 km marche    | 1 h 23 min 58 s |

### Records
| Épreuve      | Performance     | Lieu   | Date         |
| ------------ | --------------- | ------ | ------------ |
| 20 km marche | 1 h 19 min 34 s | Zhuhai | 10 mars 1996 |